# Caecilia armata
Caecilia armata Dunn, 1942 è un anfibio urodelo della famiglia Caeciliidae, endemico del Brasile.

## Distribuzione e habitat
La specie è diffusa in Brasile, dove occupa vari habitat umidi, tropicali o subtropicali.